# Nomads (film)
Nomads is een Amerikaanse horrorfilm uit 1986 onder regie van John McTiernan.

## Verhaal
De film begint met de gewelddadige en pijnlijke dood van de Franse socioloog Jean-Charles Pommier (Pierce Brosnan). Op het moment dat hij sterft op de spoedgevallendienst van een hospitaal in Los Angeles geraakt de behandelende arts Dr. Eileen Fax (Lesley-Anne Down) bezeten door zijn herinneringen. Ze herbeleeft zo de laatste week van Pommier tot aan zijn dood.

## Rolverdeling
| Acteur                | Personage            |
| --------------------- | -------------------- |
| Pierce Brosnan        | Jean Charles Pommier |
| Lesley-Anne Down      | dr. Eileen Flax      |
| Anna Maria Monticelli | Niki                 |
| Adam Ant              | Number One           |
| Mary Woronov          | Dancing Mary         |